# Vapor Turull
El Vapor Turull és un vapor tèxtil de Sabadell bastit el 1849 i promogut per l'empresari Pere Turull i Sallent. Desocupat en l'actualitat (2014), l'Ajuntament proposà modernament que es destinés a nou seu de la corporació municipal. El projecte posteriorment es va reconduir a complex museístic.
 Més endavant, es va cancel·lar.

## Edifici
Conjunt fabril format inicialment per tres quadres: una de planta baixa, una altra de planta baixa i dos pisos, i una tercera de quatre plantes. En el 1993 només se'n conservaven només les dues primeres quadres (la del carrer de la Creueta i la més propera al carrer de Sant Josep).
La façana al carrer de la Creueta, molt modificada, mostra a la planta baixa les obertures originals tapiades, mentre que els dos pisos superiors conserven les obertures d'arc de mig punt. L'edifici es cobreix amb teulada a dos vessants. L'altra nau és de planta baixa i coberta a dos vessants de teula, amb obertures d'arc escarser.

## Història
Vapor construït pel mestre d'obres Rafael Estany a mitjans de segle xix. El propietari era Pere Turull Sallent, un dels industrials tèxtils llaners que s'havien llançat a la política d'acaparar el mercat castellà de la llana i que, segons A. Castells, era «conegut a Madrid com el rico catalán, el qual comprava la llana dels ramats de la Reial Casa i d'altres nobles castellans i la feia venir a Sabadell per distribuir-la a un estol de fabricants de drap». El 1874 hi treballaven 38 homes i 45 dones. Més endavant, el 1877, es va instal·lar un generador de vapor de 60 cavalls i una altra màquina de vapor de tipus balancí, construïda a la Nueva Vulcano de Barcelona. Fou un dels primers vapors a fer servir l'energia elèctrica.
L'edifici es cremà el març del 2009.